# Hypnum speciosum
Hypnum speciosum är en bladmossart som beskrevs av C. Müller 1845. Hypnum speciosum ingår i släktet flätmossor, och familjen Hypnaceae. Inga underarter finns listade i Catalogue of Life.